# Renee Leota
Renee Lyn Leota (Wellington, 16 de maio de 1990) é uma futebolista profissional neozelandesa que atua como atacante.

## Carreira
Renee Leota fez parte do elenco da Seleção Neozelandesa de Futebol Feminino, nas Olimpíadas de 2008. 